# Strömsberg, Tierps kommun

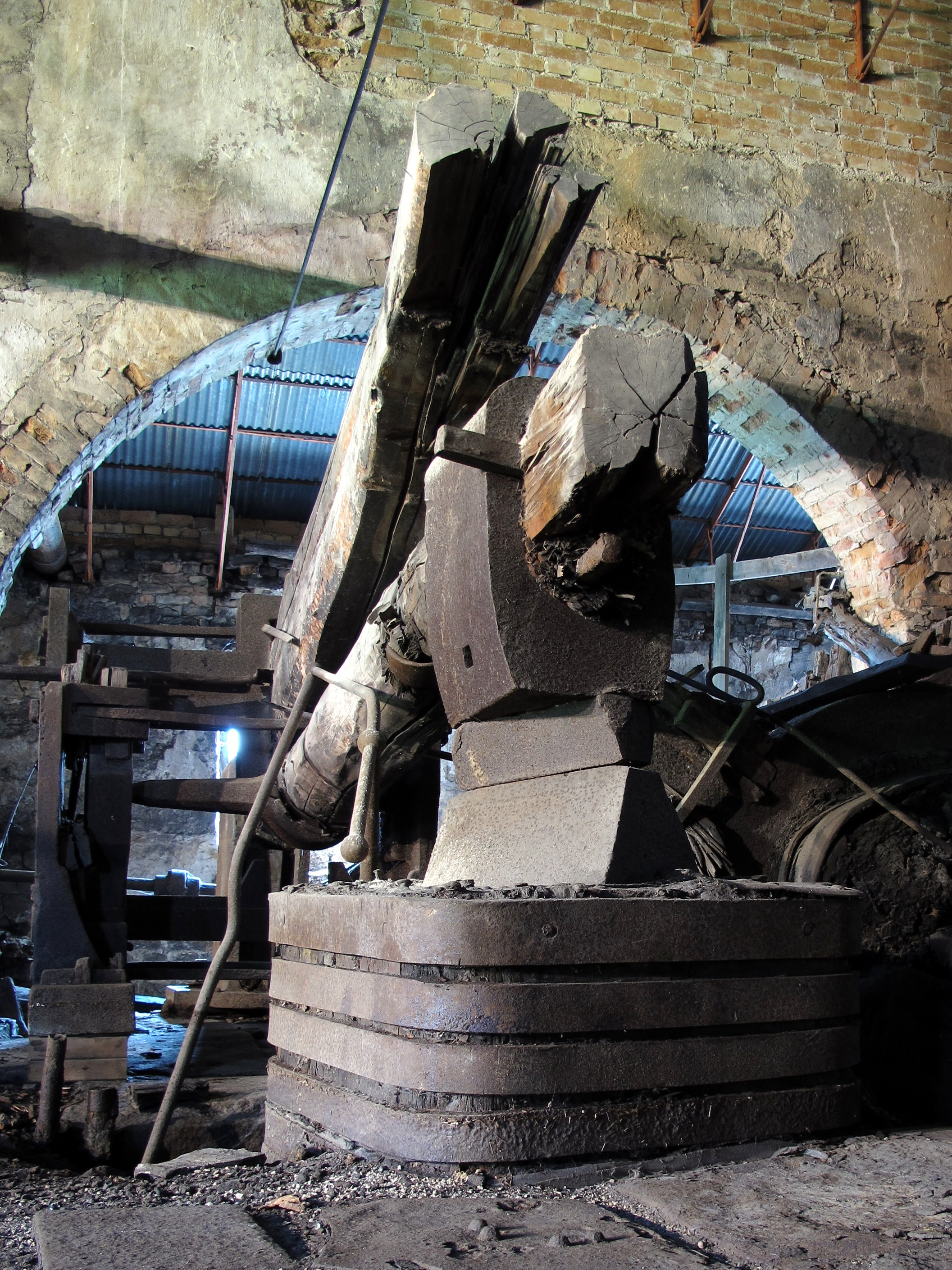
Brukets stångjärnshammare.

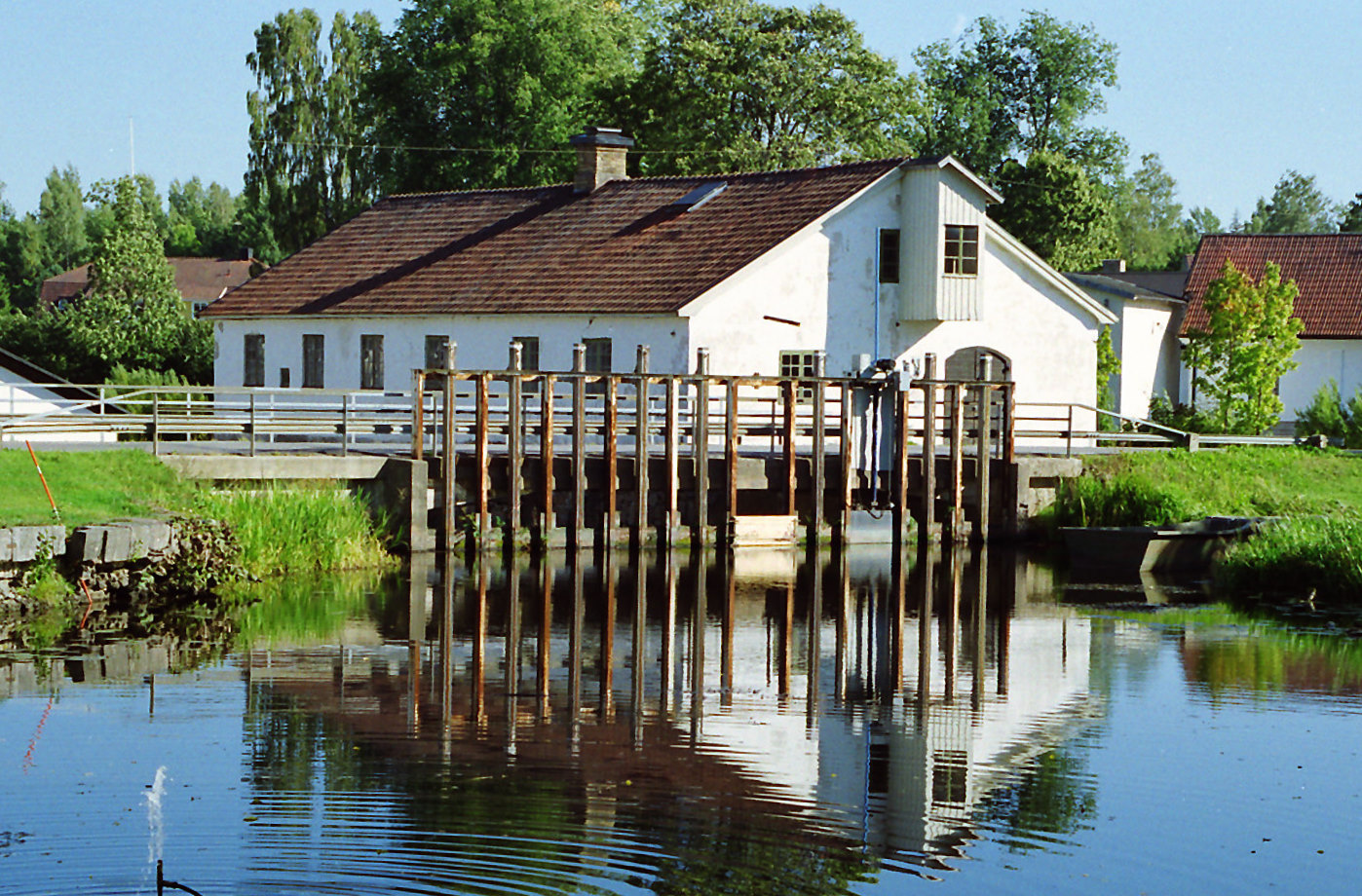
Kvarnen, Strömsbergs bruk.

Strömsberg är en gammal bruksort i Tolfta socken, Tierps kommun, Uppland (Uppsala län). Järnbruket, som anlades på 1640-talet och slutligen nedlades 1920, är idag ett av de bäst bevarade av de uppländska vallonbruken.

## Historik
Strömsbergs bruk grundlades av flamländaren Welam Wervier (d. 1654) år 1643. Denne hade på 1630-talet förvärvat ett hemman i Dorkarby by i Tolfta socken i syfte att vid Dorkarby ström (en del av Tämnarån) anlägga ett järnbruk för tillverkning av muskötplåt till Söderhamns gevärsfaktori. En hytta och en hammare uppfördes åren 1643–1645. Wervier köpte även Västlands bruk 1647, beläget fem kilometer längre ner efter ån. Strömsberg och Västlands bruk kom därefter att stå under gemensam administration. Strömsberg (som bruket började kallas för först i början av 1650-talet sedan det fått privilegier 1650) utarrenderades 1695 till Hans Gabriel Enander. Han blev sedermera ägare till både Strömsbergs och Västlands bruk. Sedan Charles De Geer på Lövstabruk köpt Strömsberg 1734 kom bruket att ingå i ett stort brukskomplex bestående av Lövsta, Hillebola, Ullfors samt Västland och Strömsberg.
Familjen De Geers brukskomplex uppdelades år 1861 varvid Strömsberg, Västland, Hillebola och Ullfors tillföll Carl De Geers dotter Charlotta De Geer, som var gift med Baltzar von Platen. von Platens dottersöner, grevarna H. och Axel Wachtmeister, blev 1910 ägare till brukskomplexet. År 1916 bestod de så kallade "Strömsbergsverken” av järnbruken Strömsberg (där masugn, stångjärnssmedja med fyra lancashirehärdar, vällugn, två vattenhammare och två ånghammare, dessutom sågverk med fyra enkla ramar, kantverk och hyvleri, kvarn och tegelbruk) samt Ullfors (stångjärnssmedja med tre vallonhärdar, lancashirehärd, två räckhärdar, två vattenhammare och en ånghammare, jämte kvarn, såg, tegelbruk m.m.) samt Västlands kvarn. Västlands bruk hade nedlagts 1902 och Hillebola bruk var sedan länge (1884) även det nedlagt. Till egendomen hörde även andelar i Dannemora gruvor. Den totala ägovidden utgjordes av omkring 33 000 hektar, varav 22 200 hektar produktiv skog.
Det var framför allt det stora skogsinnehavet gjorde Strömsberg intressant för Stora Kopparbergs Bergslags AB. 1920 förvärvades hela brukskomplexet av familjen Wachtmeister och samma år nedlades Strömsbergs bruk. Sågverket, som byggts 1911, var dock i drift ända till 1961.

### Befolkningsutveckling
| Befolkningsutvecklingen i Strömsberg 1950–2015 | Befolkningsutvecklingen i Strömsberg 1950–2015 | Befolkningsutvecklingen i Strömsberg 1950–2015 | Befolkningsutvecklingen i Strömsberg 1950–2015 | Befolkningsutvecklingen i Strömsberg 1950–2015 |
| ---------------------------------------------- | ---------------------------------------------- | ---------------------------------------------- | ---------------------------------------------- | ---------------------------------------------- |
|                                                |                                                |                                                |                                                |                                                |
| År                                             |                                                |                                                | Folkmängd                                      | Areal (ha)                                     |
| 1950                                           | 1950                                           |                                                | 276                                            |                                                |
| 1960                                           | 1960                                           |                                                | 207                                            |                                                |
| 1990                                           | 1990                                           |                                                | 82                                             | 37#                                            |
| 1995                                           | 1995                                           |                                                | 80                                             | 35#                                            |
| 2000                                           | 2000                                           |                                                | 69                                             | 36#                                            |
| 2005                                           | 2005                                           |                                                | 105                                            | 39#                                            |
| 2010                                           | 2010                                           |                                                | 108                                            | 39#                                            |
| 2015                                           | 2015                                           |                                                | 98                                             | 26#                                            |
| Anm.: Upphörde som tätort 1965. # Som småort.  |                                                |                                                |                                                |                                                |

## Sevärdheter
Även om Strömsberg lades ned 1920 finns ovanligt mycket bevarat av det gamla järnbruket, detta gäller såväl industribyggnader som arbetarbostäder.
Huvudbyggnaden vid herrgården, en rödfärgad timmerbyggnad, uppfördes 1757-1758 av Charles De Geer. Byggnaden ombyggdes radikalt år 1896, men återbördades sin tidigare 1700-talsexteriör vid en ny ombyggnad 1961. En del av den ursprungliga interiören finns bevarad i byggnadens nedervåning. Till herrgården hör även tre flygelbyggnader från 1700-talet. Hela herrgårdsanläggningen är idag privatägd.
I anslutning till herrgården står också en klockstapel, klädd i ljusmålad panel, och byggd 1736.
Av industrianläggningen är masugnen den kanske mest framträdande delen. Den uppfördes till sina äldsta delar 1723, och har sedan dess ombyggts och förbättrats ett par gånger under 1700- och 1800-talen. 1916 skedde en stor ombyggnad av masugnen, man rev då till stora delar ner den och murade sedan upp den igen. Detta gjordes för öka dess kapacitet, som då blev 5 000 ton tackjärn per år. Masugnen restaurerades i början av 1980-talet. Av de intilliggande rostugnarna, som byggdes 1849, finns endast ruiner. Skorstenarna revs 1933. De två kolhusen, uppförda omkring 1830 respektive 1850, är däremot bevarade. Hammarsmedjan, med anor från 1640-talet, uppfördes i huvudsak 1833. Även den renoverades i början av 1980-talet. I anslutning till hammarsmedjan ligger en mindre klensmedja. Kvarnen, liksom våghuset, uppfördes i mitten av 1800-talet. Av ångsågen är bara maskinrummet med sin ångturbin bevarad. 
Två stora spannmålsmagasin, ett i slaggsten och ett i timmer är bevarade. Dessa byggdes i mitten av 1800-talet. I deras närhet ligger även brukets gamla arkivbyggnad samt en iskällare. 
Brukskontoret, som ligger vid bruksdammens norra del, har efter bruket lades ned fungerat som kontor för Stora Kopparbergs Bergslags lantbruks- och skogsförvaltning.
Brukets smedsbostäder uppfördes i början av 1800-talet i slaggsten med putsad fasad. Arbetarbostäder från sekelskiftet 1900 finns även bevarade, liksom den gamla förvaltarbostaden uppförd 1712.
I den gamla ångsågen finns numera ett Skogsbruksmuseum med tillhörande älghornssamling.
Strömsbergs bruk var en av flera inspelningsplatser (fiktiva orten Forsboda) i Bille August svenska miniserie Den goda viljan (1991). Serien som tilldelades det prestigefulla priset Guldpalmen 1992 handlade till stora delar om när Ingmar Bergmans föräldrar träffades som unga. I herrgårdsparken spelades scener in i en uppbyggd kuliss föreställande ett kapell (Orangeri). Det byggdes upp våren 1990 och nedmonterades 1992. Kulisser föreställande farstukvistar byggdes upp vid masugnen för att likna bruksbostäder. I verkligheten ligger kapell (orangeri) och bruksmiljö i Forsbacka bruk, där Ingmar Bergmans föräldrar Karin Bergman född Åkerblom (kallas Anna i serien) och Erik Bergman (kallas Henrik i serien) bodde mellan 1913 och 1918. I serien syns snabba klipp på bland annat Strömsbergs våghus, herrgård, Tämnarån, kolhus, snickeri och kolhus samt ramp till kolhus.